# Franz Wiegele (Maler)

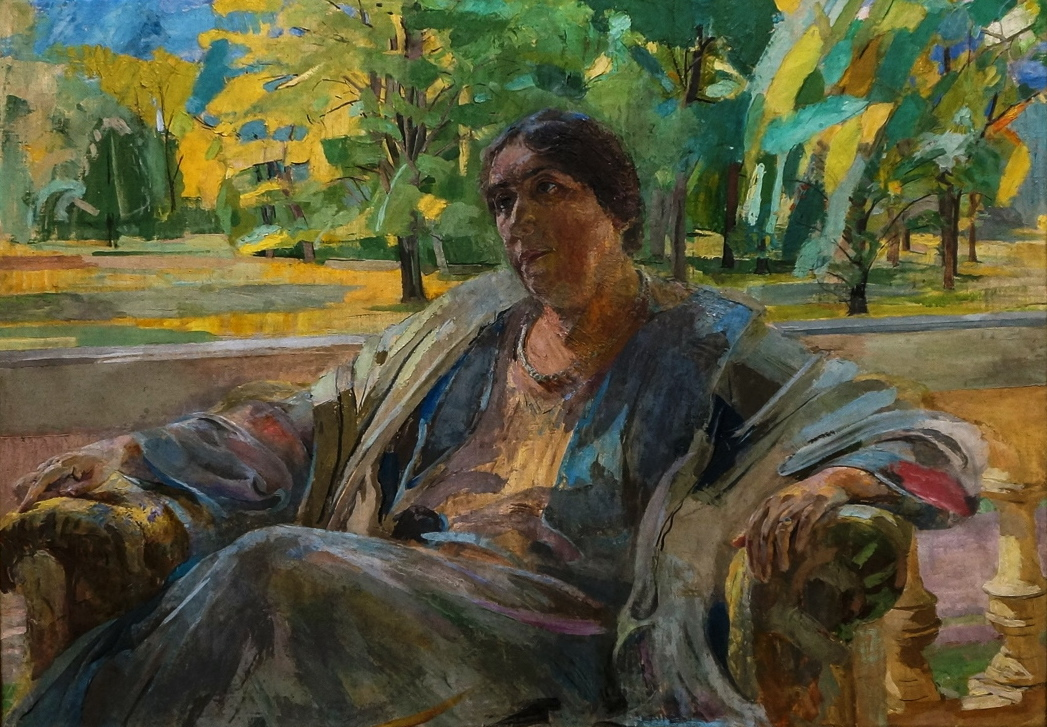
Franz Wiegele: Damenporträt, Öl auf Leinwand, 1929

Franz Wiegele (* 23. Februar 1887 in Nötsch im Gailtal in Kärnten; † 17. Dezember 1944 in seinem Geburtsort) war ein österreichischer Maler und eines der vier Mitglieder des später so genannten Nötscher Kreises.
Er besuchte gemeinsam mit seinem jüngeren Bruder Alfred (1892–1979) zwischen 1807 und 1900 in Triest die Unterstufe der Mittelschule und wechselte erst 1900 die Realschule in Klagenfurt. Von 1907 bis 1911 studierte er an der Akademie der bildenden Künste in Wien. Dort lernte er nicht nur Anton Kolig kennen; mit Sebastian Isepp, Anton Faistauer, Egon Schiele und Albert Paris Gütersloh trat er 1909 erstmals bei einer Ausstellung in Wien an die Öffentlichkeit (in der „Neukunstgruppe“ unter der Führung von Egon Schiele).
Zusammen mit Sebastian Isepp (1884–1954), Anton Kolig (1886–1950) und Anton Mahringer (1902–1974) bildeten diese vier Maler den Nötscher Kreis.
1911 nahm Wiegele an der als bahnbrechend eingestuften „Sonderausstellung für Malerei und Plastik“ in den Räumen des Wiener Hagenbundes teil. Dabei erregte sein Werk Akte im Wald den Unwillen des Thronfolgers Franz Ferdinand. 1912 erhielt Wiegele mit anderen ein Stipendium für Studien in Paris. Nach einigen Reisen geriet er im Ersten Weltkrieg auf einer abenteuerlichen Wanderreise durch die Sahara von Sebdou nach Laghouat in französische Kriegsgefangenschaft. 1916 wurde er in die Schweiz entlassen. Bis 1925 arbeitete er in Zürich, wo 1919 auch sein Hauptwerk „Die Grüne“ entstand. 1925 kehrte er zurück nach Nötsch, wo er sich auch der Bildhauerei widmete und Porträtbüsten schuf.
Nach Ausstellungen in der Schweiz beteiligte er sich an Ausstellungen in Pittsburgh, Brüssel und Venedig.
Wiegele gehörte mit seinen Porträts und weiblichen Aktmalereien zu den Wegbereitern der Modernen Malerei in Österreich.
In der Literatur finden sich nur wenige Hinweise auf seine kärntnerslowenischen sprachlichen Wurzeln, zumal Nötsch/Čajna in jener Zeit jedenfalls als zweisprachig wie die übrigen Orte des Unteren Gailtals angesehen werden muss, wie eben auch die Pfarre von Faak/Čače, zu der Nötsch gehört. In der Nazizeit soll er sich „öffentlich und demonstrativ des Slowenischen bedient“ haben. Dass er Slowenisch auch im Alltag sprach, „bestätigt Katharina Herzmansky in einem 2013 gegebenen Interview, in dem sie die Jugenderinnerungen iher mit Wiegele verwandten Großmutter zitiert“. In der Sammlung des Belvedere befindet sich u. a. ein Gemälde betitelt „Gailtalerinnen“, das zwei junge Frauen in der typischen kärntnerslowenischen Gailtaler Tracht auf einem Sofa sitzen zeigt.
Er starb in seinem Atelier in Nötsch am 17. Dezember 1944 bei einem Bombenangriff; viele seiner Werke wurden dabei zerstört.
1954 benannte man die Wiegelestraße in Wien-Liesing nach ihm. 1998 wurde in seinem Elternhaus durch den Nötscher Kreis ein Museum errichtet.